# Tombe thrace de Kazanlak
La tombe thrace de Kazanlak est un monument funéraire de type tholos située à proximité de la ville de Kazanlak, en Bulgarie centrale. 

## Description
Le monument est construit en briques cuites en argile impure (pièces, ou chambres), en blocs de pierre (cadre et seuil de la porte de la pièce circulaire, faîte de la fausse coupole) et en moellons (recouvrement externe du monument et extension du passage menant au corridor),,.
Découverte en 1944, la tombe fait partie d'une importante nécropole thrace.[réf. nécessaire] Elle comprend un corridor (2,60 m × 1,84 m), ou « cloison rectangulaire », érigé en blocs recouverts de stuc, d'une chambre de plan rectangulaire (1,96 m × 1,12 m) couverte par une fausse voûte (hauteur maximale de 2,24 m de l'extérieur) et d'une chambre de plan circulaire (diamètre de 2,65 m) dite chambre funéraire. Les deux chambres sont décorées de fresques, datées du second quart du IIIe siècle av. J.-C., celle de la chambre dite funéraire a été interprétée comme représentant un couple thrace[réf. nécessaire] ou, plus spécifiquement, les propriétaires de la tombe, assistant à une cérémonie, ou festin, funéraire,,,,. D'autres ont interprété cette scène comme représentant une procession de serviteurs ou d'esclaves servant un couple de défunts participant à un (leur propre) banquet funéraire,. La fresque de la première pièce présente des personnages en panoplie militaire. Cette dernière scène a été interprétée comme représentant « une rencontre [de] détachements de fantassins et cavaliers thraces avec des unités ennemies ». Le monument date du IVe siècle av. J.-C. La décoration peinte de cette tombe est le vestige le mieux préservé de la période hellénistique en Bulgarie. 
La tombe se trouve à proximité de l'ancienne capitale thrace de Seuthopolis[réf. nécessaire]. Elle est inscrite sur la liste du patrimoine mondial de l'UNESCO depuis 1979[réf. nécessaire].

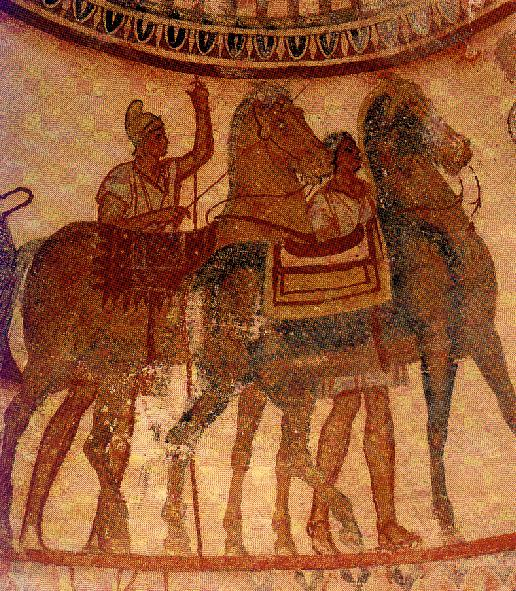
Une scène représentant les adieux des serviteurs et de l'épouse.
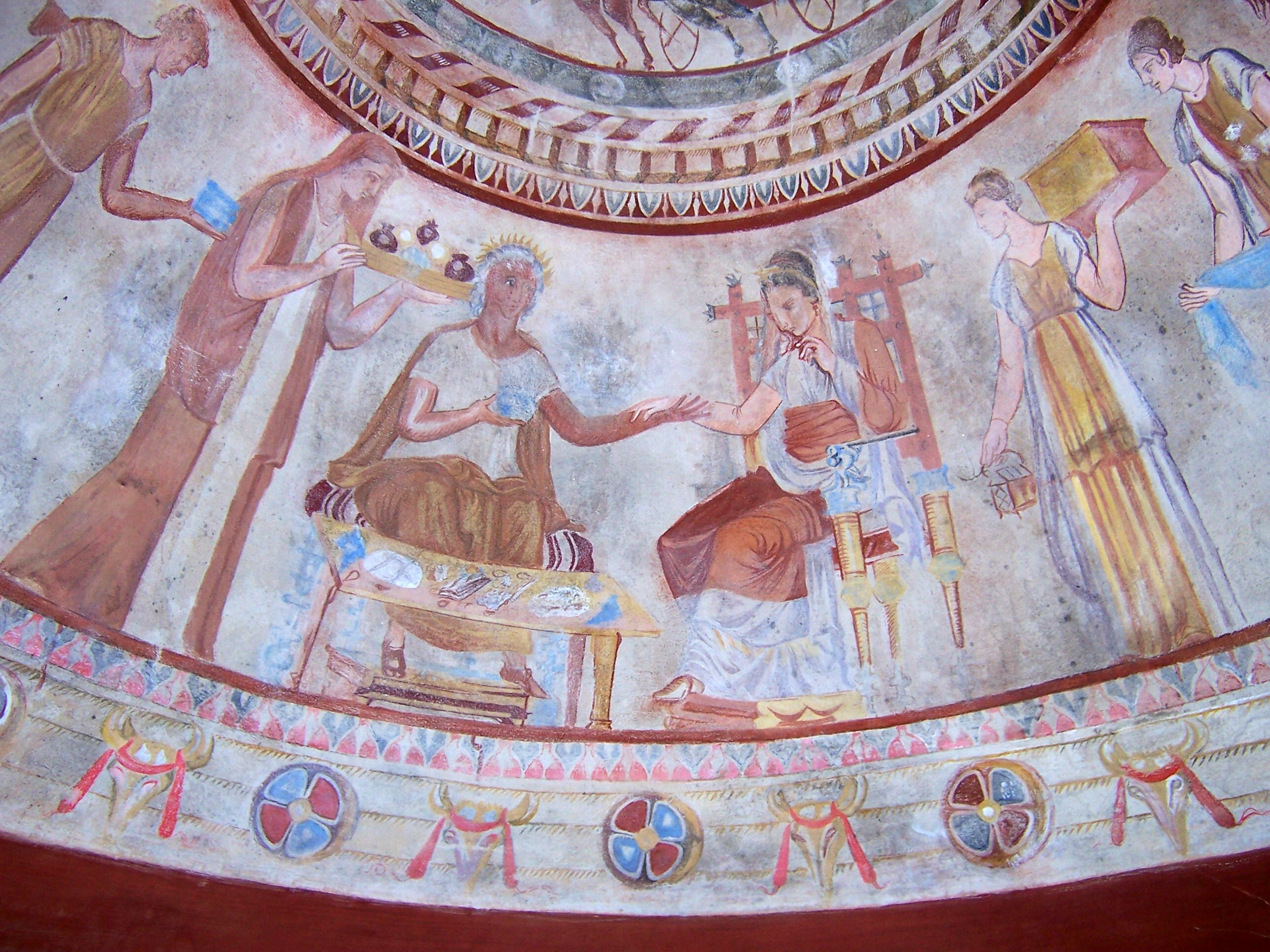
Roi et reine thraces - reproduction de la tombe.
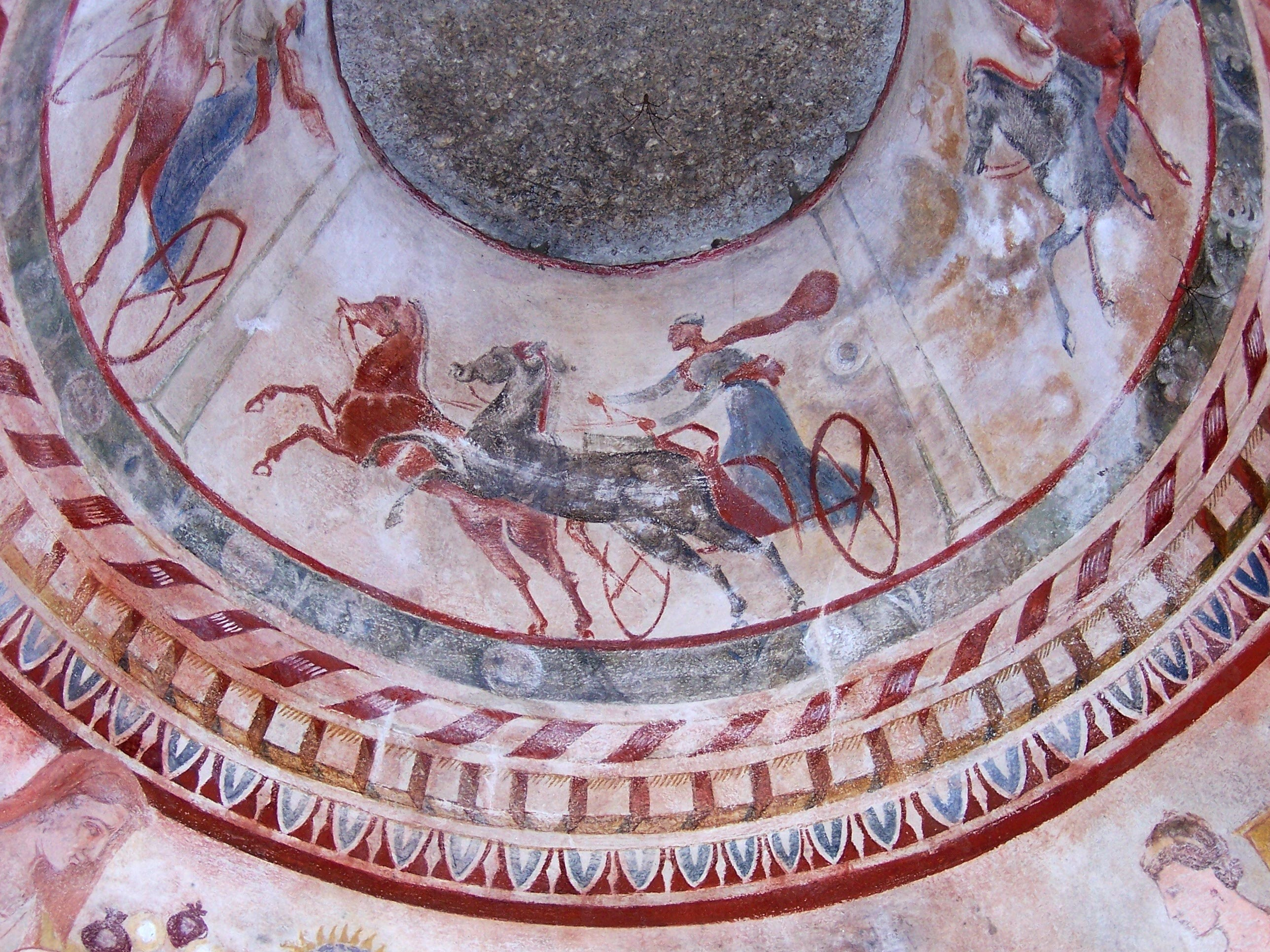
Course de char - reproduction de la tombe.
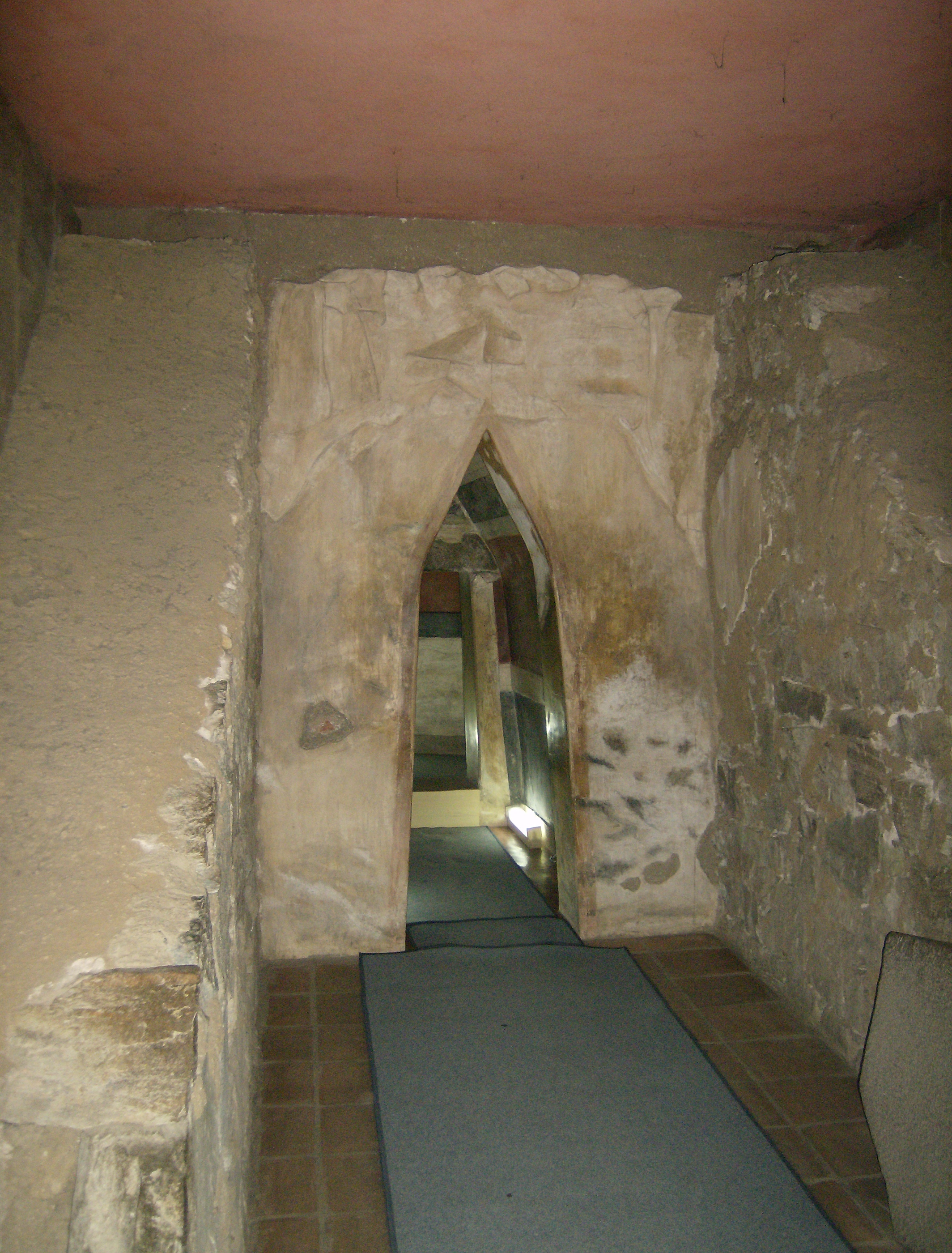
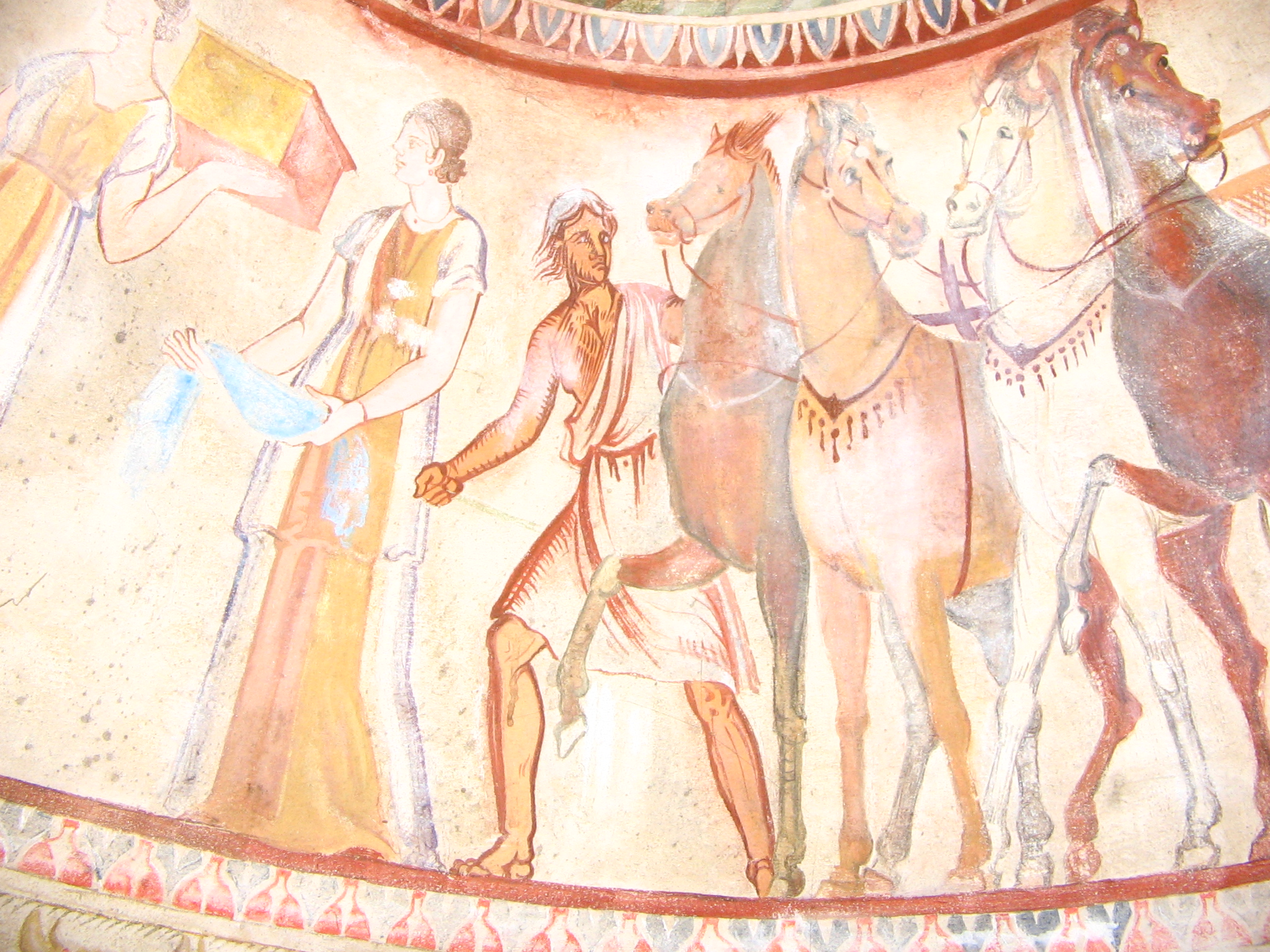
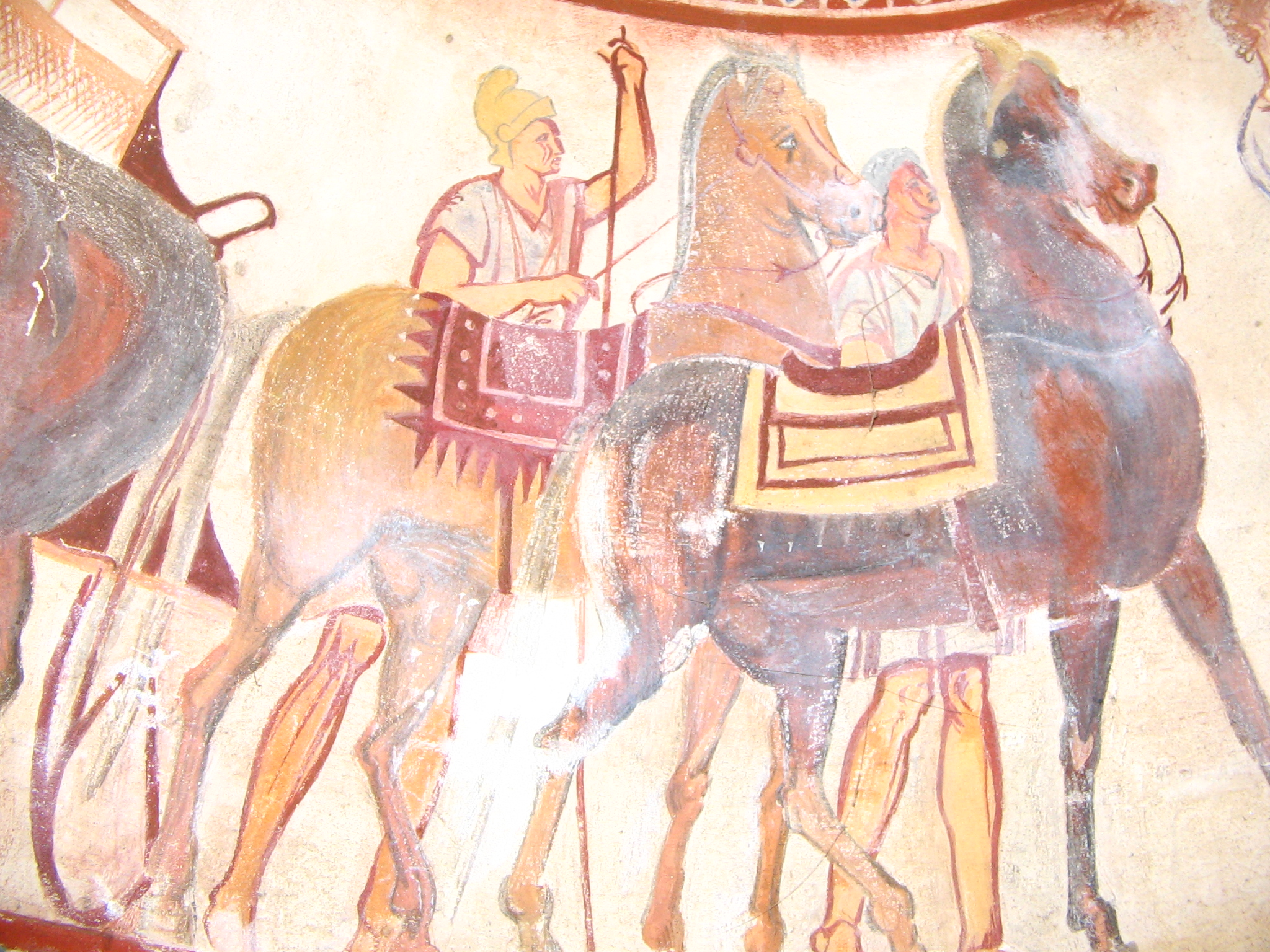
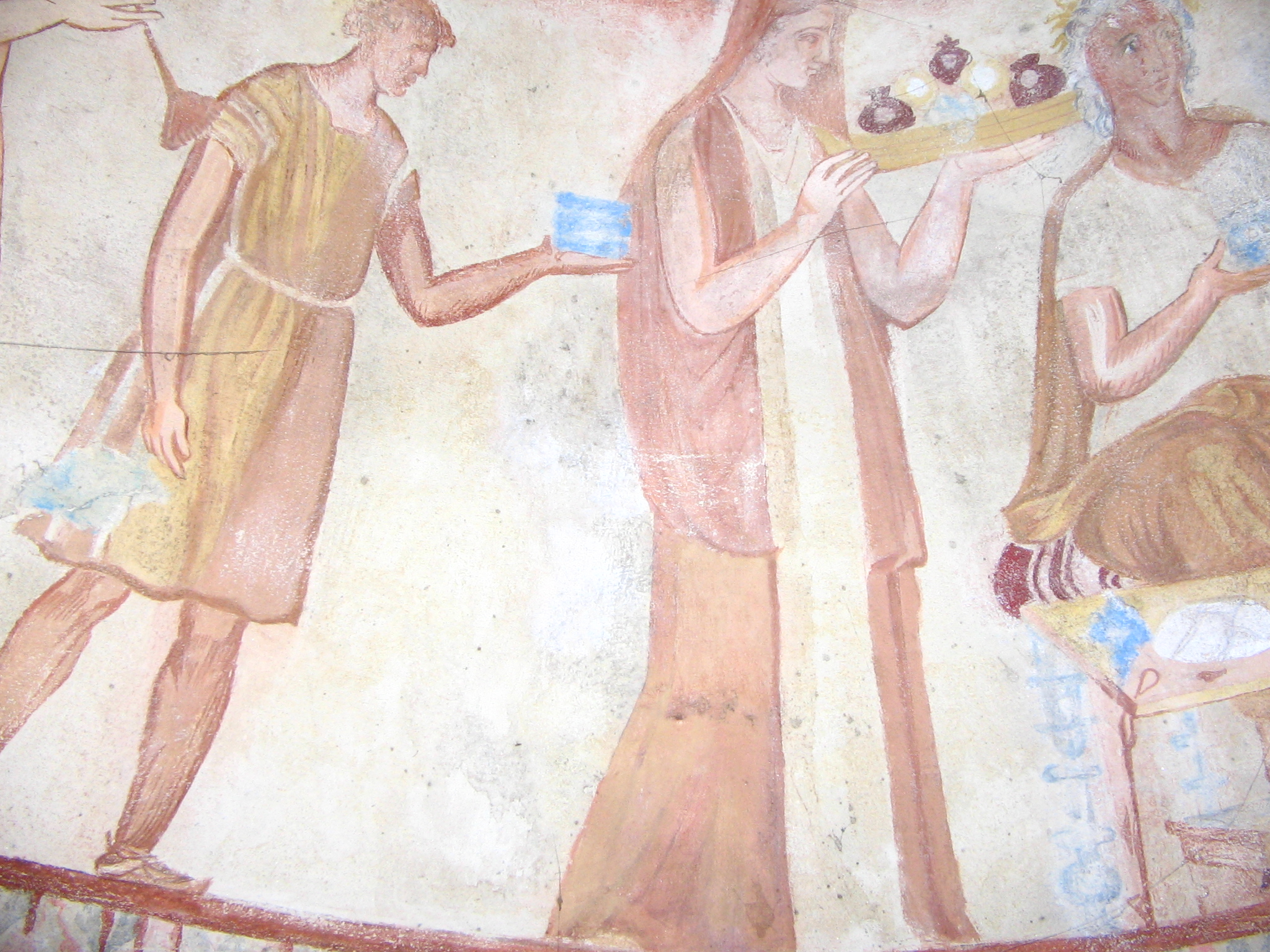
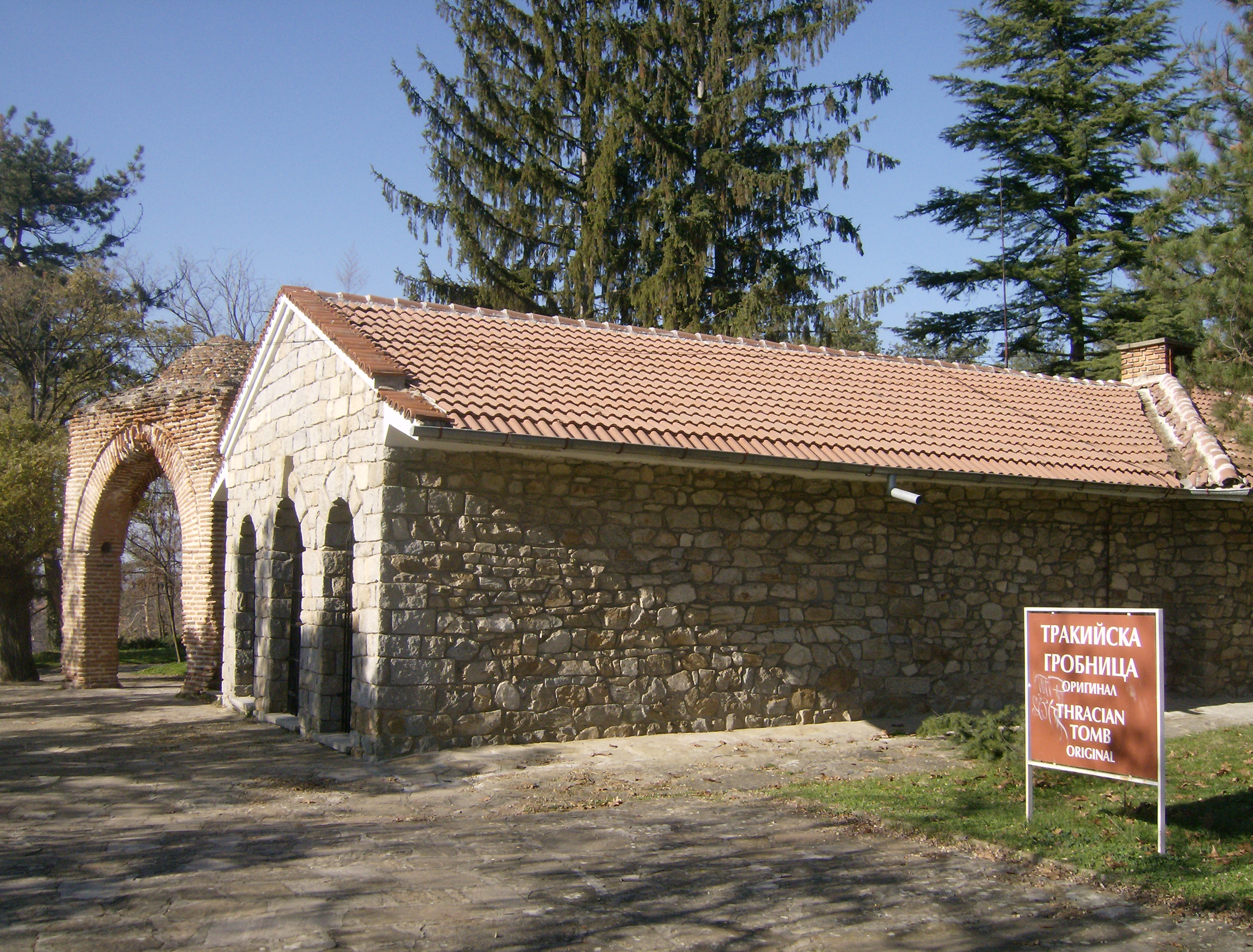
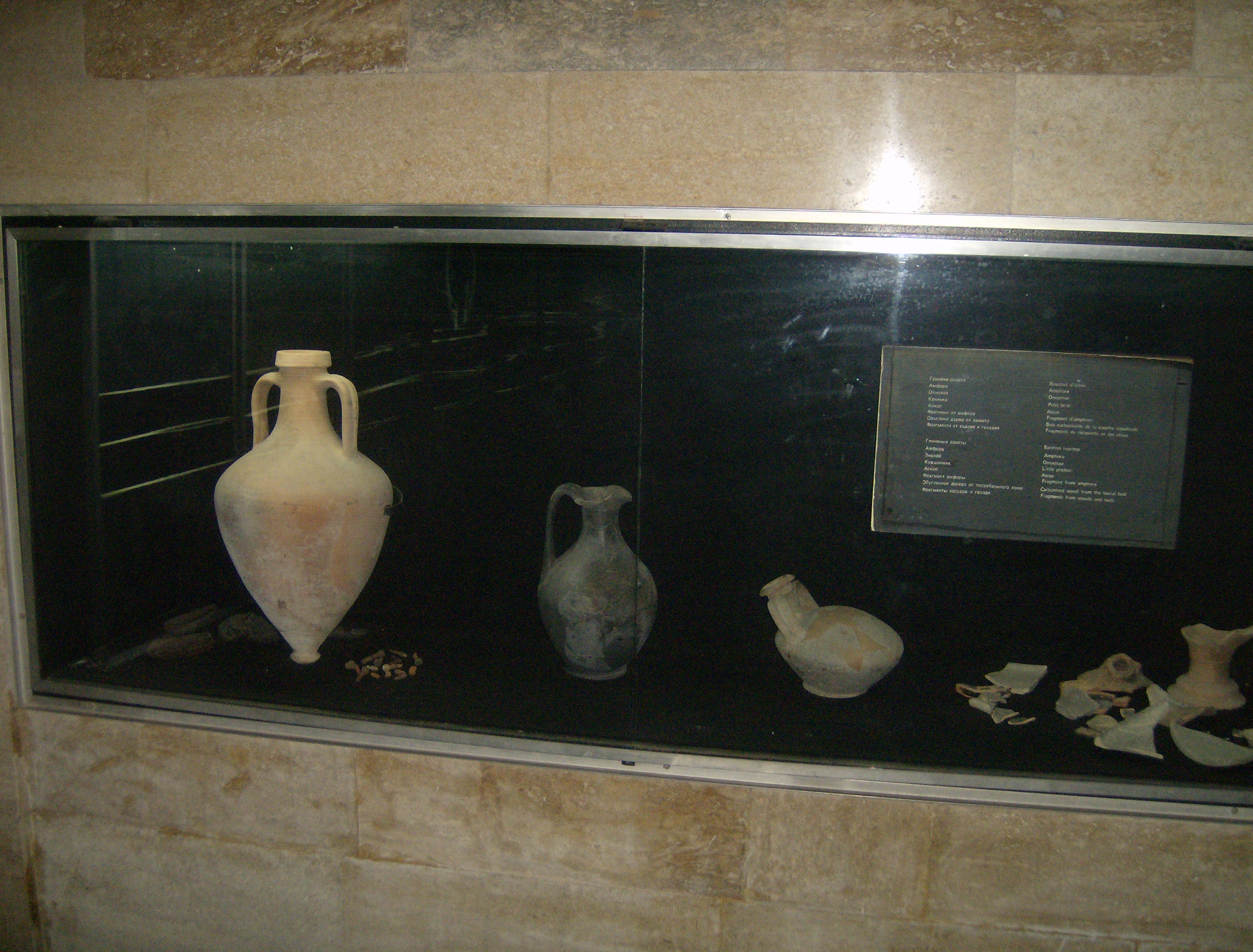
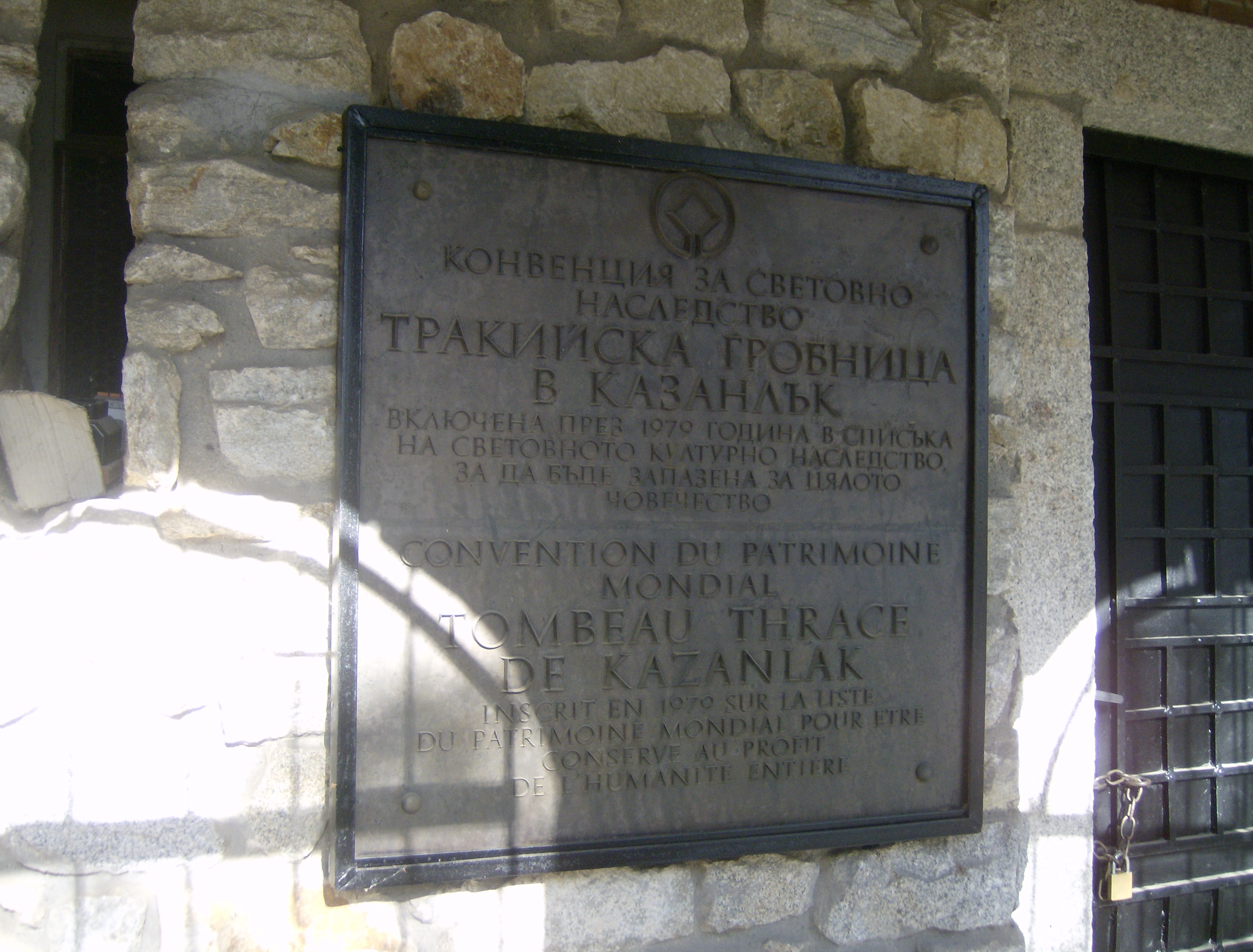
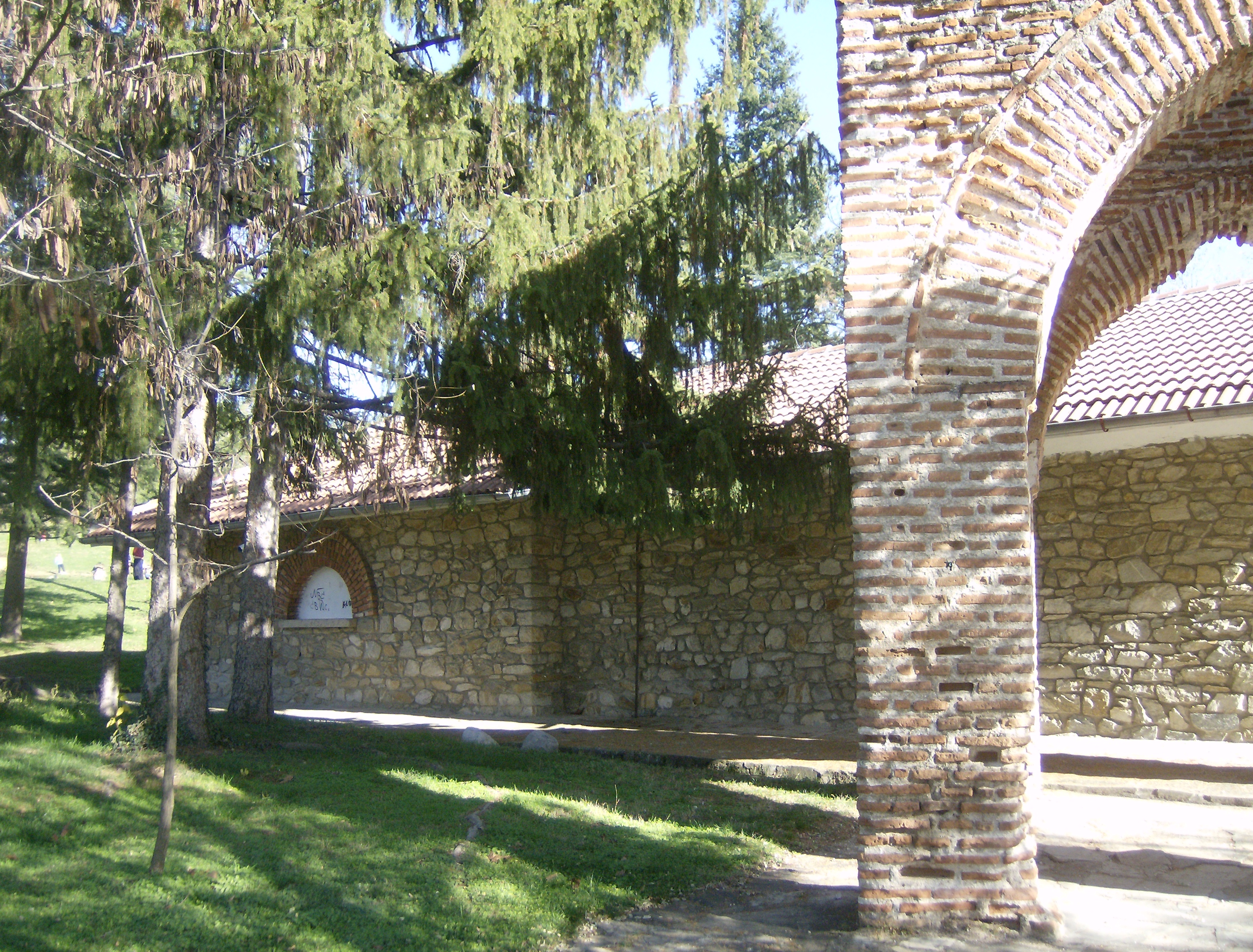
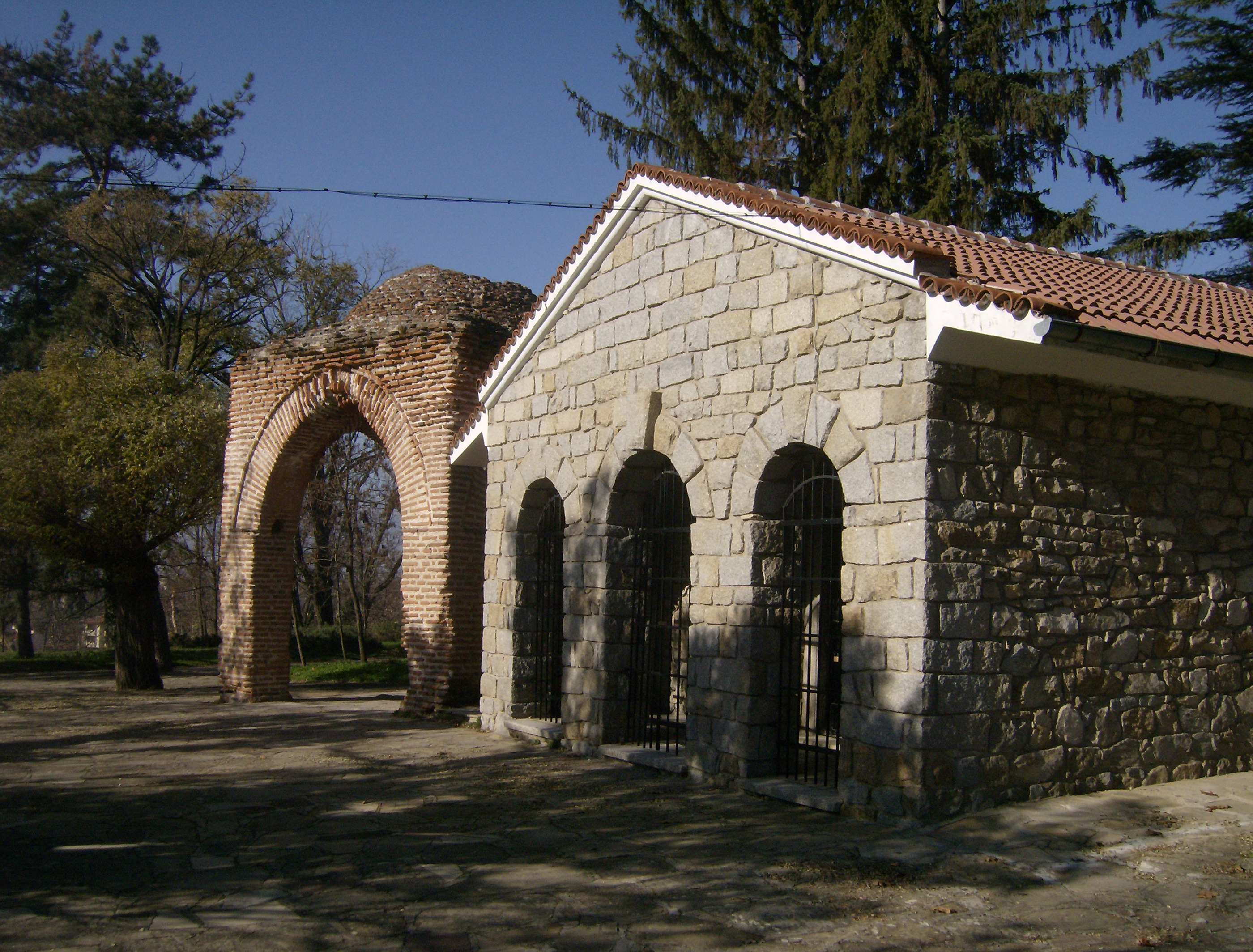